# 埃里克·比伦
埃里克·比伦（瑞典語：Erik Byléhn，1898年1月15日—1986年11月14日），瑞典男子田径运动员，主攻400米和800米。他曾代表瑞典参加1924年和1928年夏季奥林匹克运动会田径比赛，共获得二枚银牌。